# 생피에르 미클롱의 문장

생피에르 미클롱의 문장

생피에르 미클롱의 문장은 상단의 확대 방패로 두 번 나뉘어 두 개의 교차 앵커에 놓여 있으며, 파란 방패에는 3개의 돛대와 팽창된 황금빛 돛을 가진 황금 장부가 있고, 마스트의 황금 페넌트와 황금 꼬리 깃발이 오른쪽으로 날아가는 그림이 그려져 있다. 주 방패에는 가운데에 흩어져있는 흰색 족제비를 그려놓았다. 오른쪽에는 빨간 바탕에 기울어 진 녹색 십자가가 있으며, 그 위에는 흰색 십자가가 있다. 왼쪽에는 빨간 바탕에 두 개의 표범 금 사자가 있으며, 배의 왕관이 문장에 있고 "MARE LABOR"이 방패 밑면에 검은색 글자로 쓰여 있다.

## 같이 보기
- 생피에르 미클롱의 기
- 프랑스의 국기